# تيني بومالاي
تيني بومالاي (6 يونيو 1993 بلاوس - ) هو لاعب كرة قدم لاوسي في مركز الوسط. شارك مع منتخب لاوس تحت 23 سنة لكرة القدم ومنتخب لاوس لكرة القدم. أما مع النوادي، فقد لعب مع Lao Police Club ‏.

## روابط خارجية
- تيني بومالاي على موقع قاعدة بيانات كرة القدم.إي يو (الإنجليزية)
- تيني بومالاي على موقع ناشيونال فوتبول تيمز (الإنجليزية)
- تيني بومالاي على موقع Soccerway.com (الإنجليزية)